# Reticulocepheus areolatus
Reticulocepheus areolatus är en kvalsterart som först beskrevs av Sitnikova 1979.  Reticulocepheus areolatus ingår i släktet Reticulocepheus och familjen Cepheidae. Inga underarter finns listade i Catalogue of Life.